# Emil Sjögren

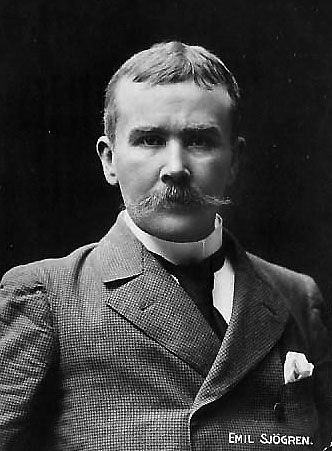
Emil Sjögren

Emil Sjögren (Stockholm 16 juni 1853 – Knivsta, 1 maart 1918) was een Zweedse componist en organist.
Sjögren studeerde op zijn zeventiende aan het Kungliga Musikhögskolan van Stockholm en later aan het Königliche Hochschule für Musik van Berlijn. 
Sinds 1890 was hij organist aan de St. Johanneskerk in Stockholm en bleef dat tot kort voor zijn dood.
Hij is vooral bekend als liedcomponist en componist van pianomuziek. Hij schreef ook orgelwerken (drie Preludes en fuga's), koorstukken en vioolmuziek (vijf sonates). 
- Bibsys: 90308314
- Biblioteca Nacional de España: XX5560118
- Bibliothèque nationale de France: cb13899832t (data)
- CiNii: DA11031924
- Gemeinsame Normdatei: 117416894
- International Standard Name Identifier: 0000 0000 8360 7203
- Library of Congress Control Number: n81018096
- Nationale Bibliotheek van Letland: 000049829
- MusicBrainz: 2f3f8b8a-b4f7-4a32-8b2e-53450020d4d5
- Nationale Bibliotheek van Tsjechië: ola2009531544
- Nationale Bibliotheek van Israël: 987007272309305171
- Nederlandse Thesaurus van Auteursnamen: 171656385
- LIBRIS: 266088
- SNAC: w6cw6kjp
- Système universitaire de documentation: 147201365
- Trove: 1184930
- Virtual International Authority File: 17408939
- WorldCat: E39PBJth6bpdQHGVWHbqF9yWXd

- Swedish Musical Heritage - Emil Sjögren